# Cahibo
Cahibo (Cibao), pleme grupe Arawaka koje je u 16. stoljeću obitavalo u planina Cordilleras del Cibao, nekadašnej provincije Cubana i Aaiohigua, na Haitima. Po govoru oni su se razlikovali od svih okolnih plemena. Postojalo je više ogranaka na koje su se dijelili, to su: Baiohaigua, Cotoy, Cubana, Cybaho, Dahaboon, i Manabaho, te planinski distrikti Hazue, Mahaitin i Neibaymao.

## Vanjske poveznice
- The Baldwin Project: The Story of Columbus by Gladys M. Imlach
- The Baldwin Project: The Story of Columbus by Gladys M. Imlach